# Max Hans Karl Adolf Heinrich Hermann Ihßen
Max Hans Karl Adolf Heinrich Hermann Ihßen (auch: Ihssen; * 23. September 1830 in Poggenhagen (Neustadt am Rübenberge); † 1. Januar 1887 in Erfurt) war königlich preußischer Generalmajor und zuletzt Kommandeur in die 15. Infanteriebrigade.

## Herkunft
Seine Eltern waren der Oberkommissar und Domänenpächter Franz Ihßen († 15. August 1866) und dessen Ehefrau Antoinette Luise Sophie von Hinüber (* 7. Oktober 1792; † 7. November 1840).

## Leben
Er erhielt seine Schulbildung zunächst auf dem Gymnasium in Celle und dann auf der polytechnischen Schule in Hannover. Anschließend ging er am 25. Juni 1848 als Kadett in das hannoversche 5. Infanterieregiment. Am 1. Januar 1849 kam er dann als Seconde-Lieutenant mit Patent zum 25. Dezember 1848 in das 6. Infanterieregiment. Am 1. Juli 1856 wurde er als Lehrer in die Kadettenanstalt nach Hannover versetzt und dort am 21. September 1856 zum Premier-Lieutenant ernannt. Anschließend war er vom 1. Mai 1859 bis zum 9. Januar 1860 als Regimentsadjutant eingesetzt und in dieser Zeit am 1. Dezember 1859 zum Hauptmann befördert. Aber am 27. Mai 1863 wurde er dann als Kompaniechef in das 2. Infanterieregiment versetzt. Während des Deutsch-Dänischen Krieges war er vom 14. April bis zum 15. August 1864 zur Besetzung der Emsmündung abkommandiert. Während des Deutschen Krieges von 1866 wurde er in der Schlacht bei Langensalza schwer am Kopf verwundet und erhielt dafür am 21. November 1866 dem Guelphen-Orden 3. Klasse. Nach dem verlorenen Krieg wurde das Königreich Hannover von Preußen annektiert und die Armee aufgelöst.

Ihßen wechselte in die preußische Armee und wurde am 9. März 1867 als Hauptmann mit Patent zum 1. Dezember 1859 in das 33. Infanterieregiment angestellt. Während des Deutsch-Französischen Krieges war er vom 15. Juli bis zum 21. Dezember 1870 Kommandeur des Reserve-Landwehr-Bataillons Nr. 33 aus Königsberg und am 20. Juli 1870 zum Major befördert. Er kämpfte in den Schlachten bei Bapaume und St. Quentin sowie dem Gefecht bei Tertry-Pouilly. Dafür erhielt er am 3. Januar 1871 das Eiserne Kreuz 2. Klasse.
Nach dem Krieg wurde er am 13. April 1872 zum Kommandeur des II. Bataillons des 33. Infanterieregiments  ernannt. Er stieg dort am 3. Juli 1875 zum Oberstleutnant auf und wurde am 12. April 1879 als Kommandeur in das 22. Infanterieregiment versetzt, am 11. Juni 1879 wurde er zum Oberst befördert. Am 10. Mai 1884 wurde er zum Generalmajor ernannt und zeitgleich als Kommandeur in die 15. Infanteriebrigade versetzt. Er starb am 1. Januar 1887 in Erfurt an den Spätfolgen seiner Verwundung aus Langensalza.
Am 1. Januar 1885 schrieb der General von Grollman: Generalmajor Ihßen ist eine stattliche, militärische Erscheinung. Er verbindet einen selbstständigen Charakter mit ruhigem, sachlichem Urteil und wohlwollender Gesinnung. Über seine Leistungsfähigkeit als Truppenführer habe ich mir kein Urteil bilden können, da er an einer schweren Krankheit leidend, den sämtlichen Sommer- und Herbstübungen nicht beiwohnen konnte. Seine Gesundheit ist jetzt hergestellt.

## Familie
Ihßen heiratete 1866 Luise Jordan. Das Paar hatte zwei Kinder:
- Antoinette Pauline Anna (* 19. Juli 1868)  ⚭ 1889 Max Hugo Ludwig von Borck (* 2. November 1853), preußischer Oberregierungsrat a. D.[3]
- Hans Emil Wilhelm (* 29. Oktober 1875), Rittmeister im Husarenregiment Nr. 16